# つくばモビリティロボット実験特区

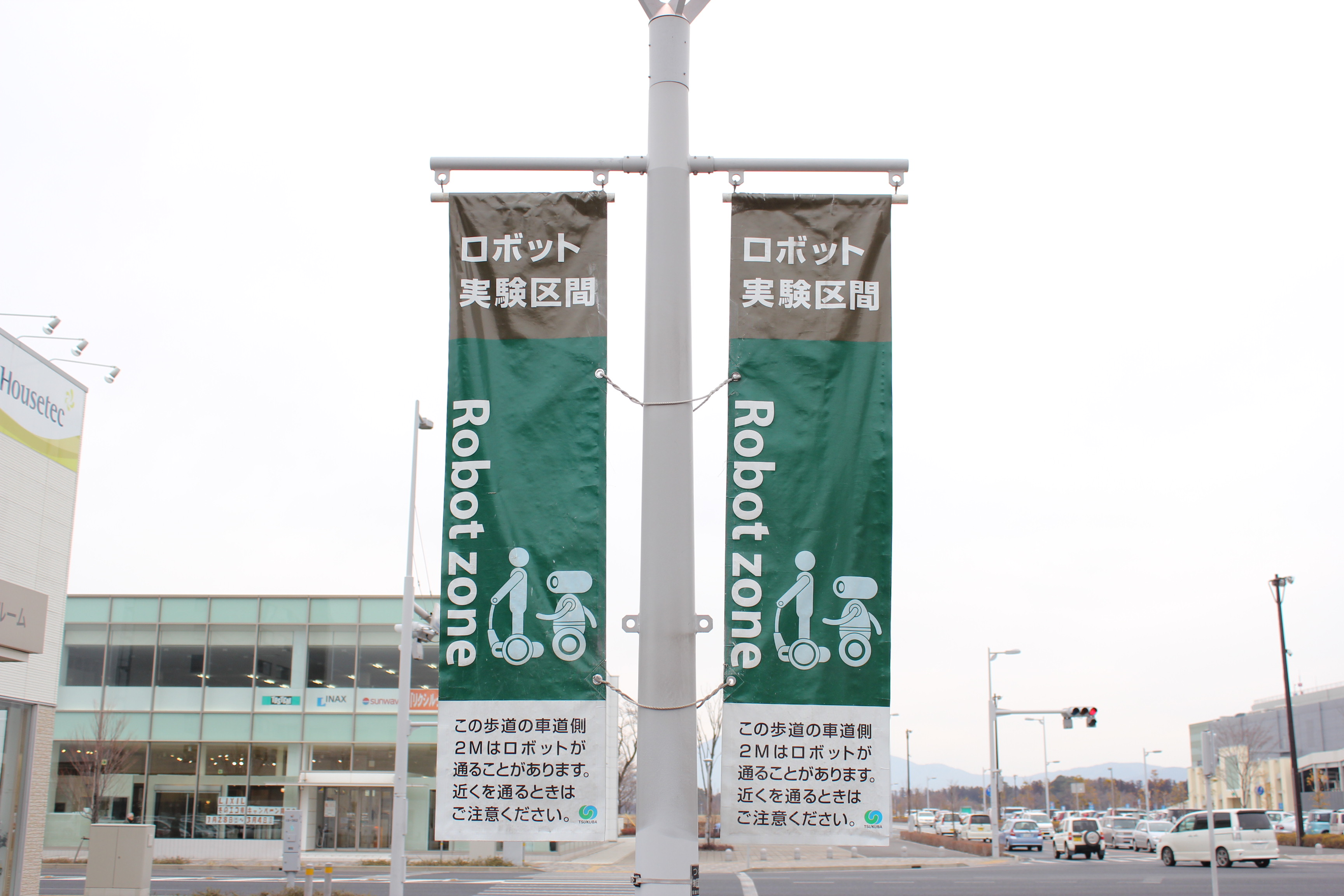
ロボット実験区間を示す標識

つくばモビリティロボット実験特区（つくばモビリティロボットじっけんとっく）とは、内閣府より2011年3月25日付で認定を受けた構造改革特別区域のひとつである。

## 概要
セグウェイやトヨタ・ウィングレットなど、ロボット技術を活用した車両型のモビリティロボット（現在の法体系では一般歩道などの公道上で走行が認められていない）を対象に、公道上で実験的に走行させることができる。公道実験に参加するには、ロボット特区実証実験推進協議会に入会する必要がある。2011年6月2日にキックオフイベントが開催され、公道実験がスタートした。
特区では実験目的での走行のみ許可されており、また走行には一定の手続きが必要なので、個人等で所有しているセグウェイを持ち込んで走らせるのは違法となる。定期的に一般を対象にしたセグウェイツアー実験を実施していた（2021年8月以降、新型コロナウイルス感染症の影響により開催中止）。

## 特区エリア
首都圏新都市鉄道つくばエクスプレスのつくば駅を中心とした「つくばセンターエリア」と、研究学園駅を中心とした「つくば研究学園エリア」の2エリアがある。実験走行できるのは、特区エリア内の幅員がおおむね3m以上の歩道である。
エリアの歩道には「ロボットが通ることがあります」という注意喚起の標識が設置されている。

## モビリティロボットの定義
ロボット特区実証実験推進協議会によると、「自律移動技術、姿勢制御技術等のロボット技術を適用することにより、安全性、利便性、環境適合性等を高め、人間が生活する空間において人間との親和性を保ちつつ人間の移動手段として利用しうる用具」と定義されている。いわゆるパーソナルモビリティに近いが、ロボット技術が利用されていなければモビリティロボットの対象にならない。

## 実験を開始しているモビリティロボット
- 独立行政法人産業技術総合研究所 - インテリジェント車いす、マイクロモビリティ
- 株式会社日立製作所 - 日立搭乗型移動支援ロボット「ROPITS」
- セグウェイジャパン株式会社 - セグウェイ
- トヨタ自動車 - トヨタ・ウィングレット
- 宇都宮大学 - 磁気ナビゲーション・パーソナルモビリティロボットNENA（ニーナ）

## 実験手続き
特区内でモビリティロボットを走らせるためには、
1. ロボット特区実証実験推進協議会への加入
2. 運輸局の保安基準緩和申請
3. つくば市からロボットナンバーの発行

などの手続きが必要となる。
なお公道上を走行する場合は道路交通法による車両として扱われる機種があり、セグウェイについては小型特殊自動車、ウィングレットについては原動機付自転車に分類されているので、該当車種の運転免許が必要となる。

## 実験内容
実験開始当初から、実験参加機関によるモビリティロボットの公道走行が毎月10日間前後行われている。
- セグウェイ：つくば市防犯サポーターによるセグウェイを利用した見回り・観光ツアー実験・イベント案内・ゴミ拾い
- 産業技術総合研究所：車いす型ロボットの自律走行実験。マイクロモビリティの走行実験
- 日立製作所：搭乗型移動支援ロボット「ROPITS」の自律走行実験

### プレスリリースされた実験
- 2011年10月 セグウェイによるエコ通勤実験。普段自動車で通勤している職員が、鉄道などの公共交通機関とセグウェイを利用して通勤。研究学園駅から市庁舎までの区間をセグウェイで通勤した。
- 2012年
  - 2月 セグウェイによる観光ツアー実験。つくば市、柏の葉アーバンデザインセンター、柏の葉セグウェイクラブの共同実験として行われ、つくばセンターと松見公園間をセグウェイで巡るコースで行われた。定員48名のところ、550名を超える応募があった。
  - 4月 セグウェイによる観光ツアー実験を、5月から毎月第1日曜日と第3水曜日に定期開催。
- 2013年2月 つくばモビリティロボット実験特区にて横断歩道の走行が可能になる。